# カシャガン油田
カシャガン油田（カシャガンゆでん、英語: Kashagan Field、カザフ語: Қашаған кен орны）はカザフスタンの西部、カスピ海北東部にある油田である。カシャガン油田は2000年に発見された油田であり、カスピ海北岸の街アティラウ州アティラウの付近に位置する。カシャガン油田はテンギス油田と合わせ、過去30年間に発見された油田の中では世界最大規模の油田であると考えられている。
カシャガン油田の原油埋蔵量は約130億バレル（21億m3）と推定されている。冬季はカスピ海が凍結する厳しい気候下にあり、気温は年間を通して-35°Cから40°Cまで変化、周辺の浅瀬は極めて浅く高濃度の硫化水素が原油に含有されており、さらには運用の失敗と競争激化も相まって、カシャガン油田の採掘計画は世界でも有数の非常に運用の難しい大規模石油プロジェクトとなっている。商業的な石油生産は2013年の上半期に開始されると予想されており、2013年9月に原油の生産が開始された。
カシャガン油田はカザフスタン＝中国石油パイプラインへの石油供給の主要油田として開発が進められている。CNNマネーは採掘計画には1160億USドルが必要であると試算した。これは世界で最もコストの掛かるエネルギープロジェクトとなっている。一方、他のメディアでは、500億USドル以内に収まるという見方もある。
2013年9月に中国政府が油田への投資権を取得、習近平は約50億USドルでカザフスタンと契約を結んだ。

## 歴史
カスピ海への関心は1992年にカザフスタン政府が探索プログラムの立ち上げを発表した後に起こった。カザフスタン政府は関心を持つ30を超える企業に対して探索参加を呼びかけた。1993年、カザフスタン政府、エニ、BGグループ、BP/スタトイル、モービル、ロイヤル・ダッチ・シェル、トタルが共同出資したコンソーシアム、カザフスタンカスピシェルフが設立された。このコンソーシアムはカスピ海付近で地震が発生した1997年まで4年間にわたって継続された。
2Dによる地震探査が1997年に完了した後、カザフスタンカスピシェルフはOffshore Kazakhstan International Operating Company (OKIOC)という名称へと変更された。1998年にはフィリップス石油会社と国際石油開発がコンソーシアムに加わった。カシャガン油田は2000年に発見された。
それまで合意していた共同操業という形式から1つの企業が油田で操業するという形式への変更がくだされたことにより、コンソーシアムは変化することとなった。エニが2001年に新しい運用者となった。2001年、BP/スタトイルは他のコンソーシアムのパートナーにプロジェクトの投資分を売却した。エニを運用者としたことにより、プロジェクトはAgip Kazakhstan North Caspian Operating Company NV (Agip KCO)と名称変更された。
2003年、BGグループは投資分を中国の2つの企業、中国海洋石油総公司（CNOOC）と中国石油化工（Sinopec）に売却しようと試みた。しかし、パートナー企業が先取特権を行使することにより売却は失敗に終わった。最終的に、2004年にはカザフスタン政府がBGグループの投資分の半分を購入、残りの半分は先取特権を行使するコンソーシアムの他の5つの西洋の企業で共有するという契約が締結された。売却額は約12億USドルであった。カザフスタン政府が購入した投資株はカザフスタンの国営企業であるカズムナイガスへと委譲されることとなった。2007年9月27日、カザフスタン議会は、外国の石油関連企業が国益を脅かすような行動をとった場合、カザフスタン政府は国外石油関連企業と締結した契約の変更もしくは解除を行うことができるとする法案を通過させた。
カザフスタン大統領のヌルスルタン・ナザルバエフがマクサト・イデノフを交渉役に任命したことで、カズムナイガスは2008年1月、6つのパートナー企業とカザフスタン政府が約5年の油田開発遅延に対する補償を行うことで合意した後、投資率をさらに増加させた。エニは合弁企業名AgipKCO (Agip Kazakhstan North Caspian Operating Company N.V.)の下、プロジェクトを開始した。2008年10月31日にカザフスタン政府と投資している企業コンソーシアムの間で北カスピ海PSA (NCPSA)の下に合意が行われた後、2009年1月23日に正式にNCPSAの運用母体がAGIP KCOからnew North Caspian Operating Company BV (NCOC)へと移されることとなった。
2008年10月、Agip KCOはアケル・ソリューションズ、ウォーリーパーソンズ、シカゴ・ブリッジ・アンド・アイアン・カンパニー（CB&I）の合弁企業に対しフェーズ2に対する3100万USドルのオファーを出した。 ウォーリーパーソンズとアケル・ソリューションズはフェーズ1にも参加しており、技術サービス、成形加工、技術協力などを行っていた。
2012年11月、ONGCはコノコフィリップスの8.4%の投資分を買い取ることで合意した。しかし、カザフスタン政府は2013年7月、先取特権を行使、コノコフィリップスの投資分を中国石油天然気集団（CNPC）に売却することを決定した。この売却は既にエニにより承認されていた。
2013年9月11日、数年遅れでカシャガン油田でエクソンモービルとコノコフィリップスにより石油採掘が開始され、続く数年間で採掘量を増やしていくと推測されている。カザフスタン石油ガス省はカシャガン油田では2014年に800万トンの採掘が可能であると試算している。

## 地質
カシャガンの原油滞留領域は5500km2を超える領域にわたっており、前カスピ堆積盆地から形成された5つの独立した領域から成り立っている。この5つの領域はカシャガン（Kashagan）、カラムカスA（Kalamkas A）、カシャガン南西部、アクトテ（Aktote）、カイラン（Kairan）である。
カシャガン油田の地層は石炭紀中期からデボン紀後期の炭酸塩層である。「岩礁」は2つのやや広い岩棚（カシャガン東部と西部）の合流点に形成された南北約75km、東西約35kmの岩盤である。貯油領域の最大深度は深度約4500mであり、油柱は深度1000m以下の地点に分布している。油田のある領域は水深3～9ｍの浅瀬領域となっている。貯油領域はペルム紀中期の頁岩とペルム紀後期の岩塩層に囲まれている。原油の貯油領域は気孔率、透過率の低い石灰岩から出来ている。原油は硫化水素 (H2S)含有率19%、API比重45と含有率の高い軽油である。油田は極めて高圧化にあり、採掘の重大な懸案事項となっている。採掘量はおよそ300～500億バレル（48～79億m3）であり、一般には380億バレル（60億m3）と公表されている。回復要素は貯油領域が複雑であるため比較的低く（15-25%）、最大限回復した際の回復量は40～130億バレル（0.64～2.1億m3）である。

## 開発
残りの3つの領域、カシャガン南西部、カイラン、アクトテもまた石炭紀の炭酸塩層である。カラムカスにはジュラ紀の砂岩滞留層がある。油田は北部カスピ海生産共有協定のもとに国際コンソーシアムにより開発が行われている。合意はエニ (16.81%)、ロイヤル・ダッチ・シェル (16.81%)、トタル (16.81%)、エクソンモービル (16.81%)、カズムナイガス (16.81%)、コノコフィリップス (8.4%)、国際石油開発帝石 (7.56%)の7つの企業で行われた。
カシャガン油田開発計画の主要部は「Island D」という名の構造をとっており、12の油井が該当する。この計画は原油からガスを分離させる点と、分離した後に陸上の工場へと運んで行う脱水素及び酸性ガスの再注入という2つの工程からなる。約5,000人の労働者がこの工程で働いている。石油は全長92kmのパイプラインを通って陸上へと運びだされる。労働者はWagenborg Kazakhstan B.V.とErsai Caspian Contractor LLCにより共同開発、提供された艀の「ヴィヴァルディ」 の上で作業を行っている。
初期の石油採掘量は37万バレル/日（59,000m3/日）、最終的な到達採掘量は150万バレル/日（240,000m3/日）であると予想されている。